# Claire Monis
Claire Monis (París, 10 de febrero de 1922 - París, 25 de octubre de 1967) fue una cantante, actriz y teniente francesa de la resistencia. Fue superviviente del Holocausto como miembro de la Orquesta de mujeres de Auschwitz. Después de la Segunda Guerra Mundial, Claire fue productora de películas y programas de televisión.

## Biografía
Monis nació el 10 de febrero de 1922 en el distrito 10 de París. Sus padres, Avroum (alias Albert) Monis, botones de teatro, intérprete de clarinete y acordeón klezmer, ebanista, y Suzanne Aisenstein, de origen ruso, emigraron a Francia a principios del siglo XX, huyendo de los pogromos antisemitas de Rusia. Se casaron el 7 de mayo de 1921 en el distrito 18 de París y obtuvieron la nacionalidad francesa en 1928 con sus dos hijas. La pareja se estableció como comerciantes de muebles con el rótulo «Aux Galeries Saint-Maur», que más tarde se convirtió en una ebanistería «Les Meubles Monis».

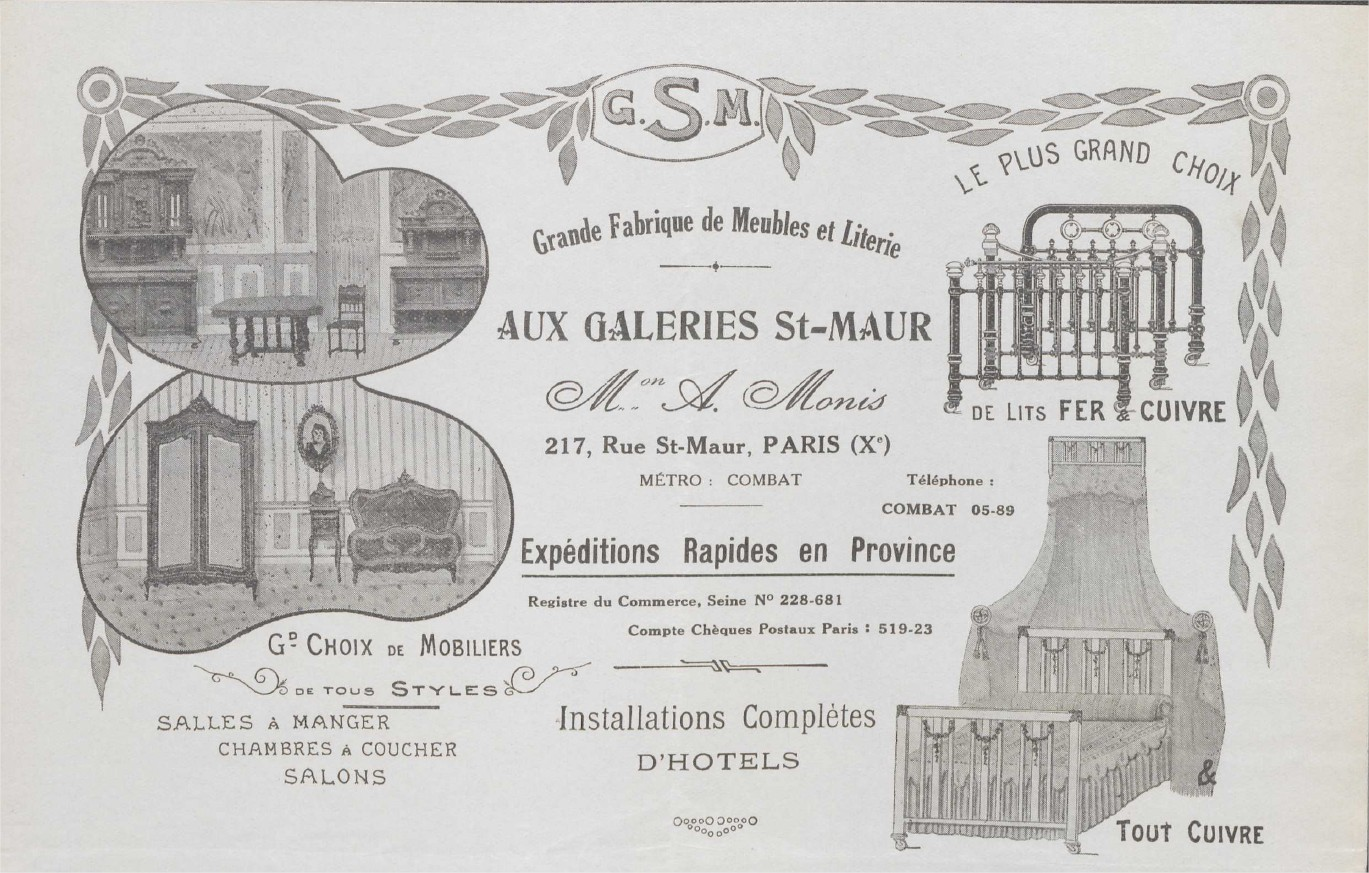
Anuncio "Aux Galeries Saint Maur" con el nombre de M. Monis

## Trayectoria
En 1938, Monis ganó el "music-hall des jeunes", concurso organizado por la federación francesa de las juventudes comunistas, lo que la llevó a participar con Pierre Dac en la gala de la juventud. Además, participó en conciertos radiofónicos, especialmente en el programa de Charles Trenet para la emisora Radio Cité, con Élyane Célis y André Perchicot. También cantó en el cine, donde interpretó el papel de «Clarita» en la película "Je chante", una comedia musical dirigida en 1938 por Christian Stengel con Charles Trenet.
Monis cantó en cabarets parisinos: con Jacques Pills en el cabaret "Chez Elle", en "La Boîte à Sardines"; descrita como "cantante de swing", animó las veladas del cabaret "Au Normandy". Participó, en particular con Paul Meurisse y Marguerite Gilbert, en la gran gala de inauguración del cabaret "À la Cave de la Cloche". También participó en el programa del cabaret "L'Écrin", 19 rue Joubert Paris 9e, con Léo Marjane, Jacqueline Figus y Jean Solar.

## Resistencia y deportación

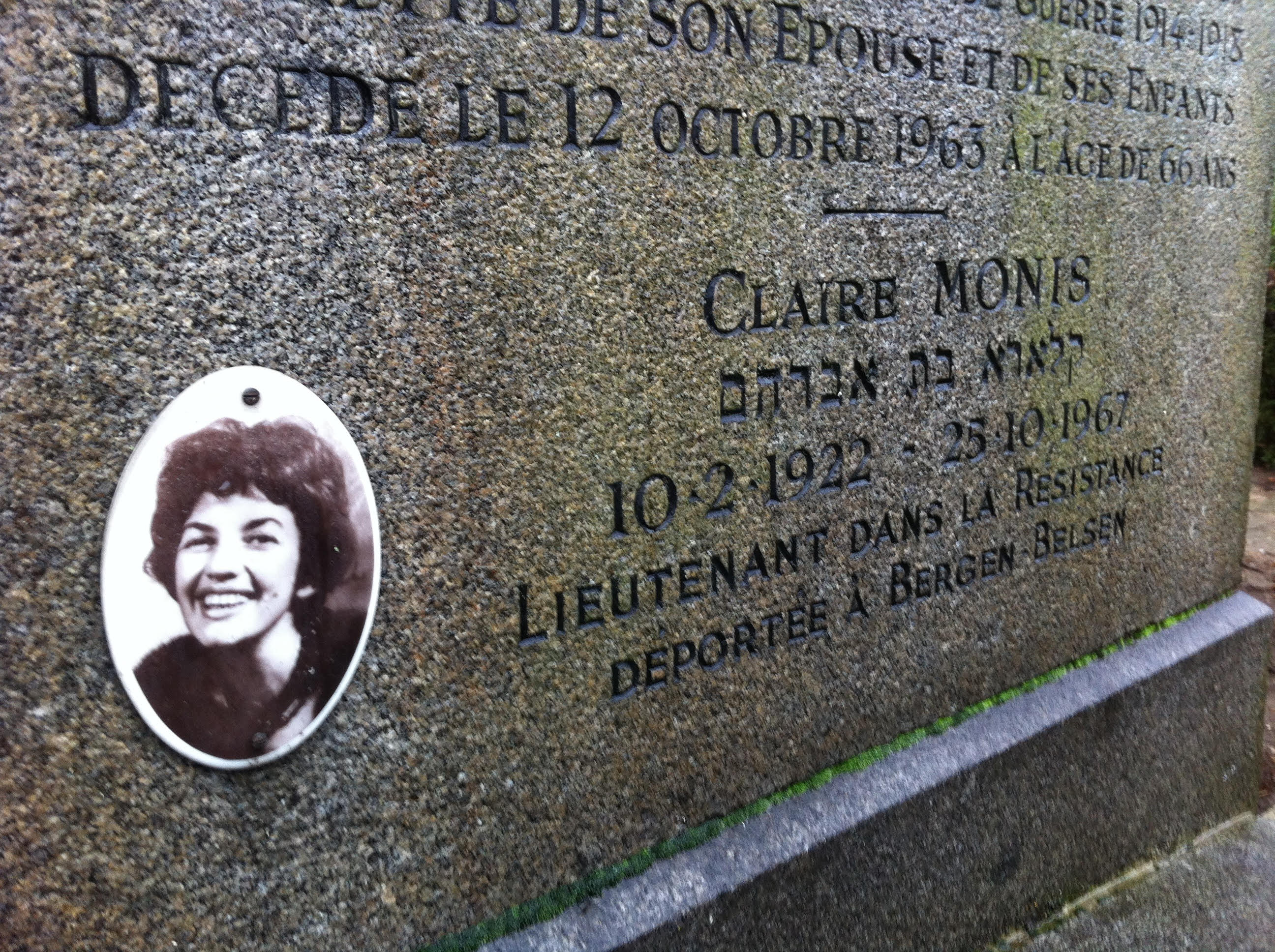
Tumba de Claire Monis en el cementerio de Bagneux

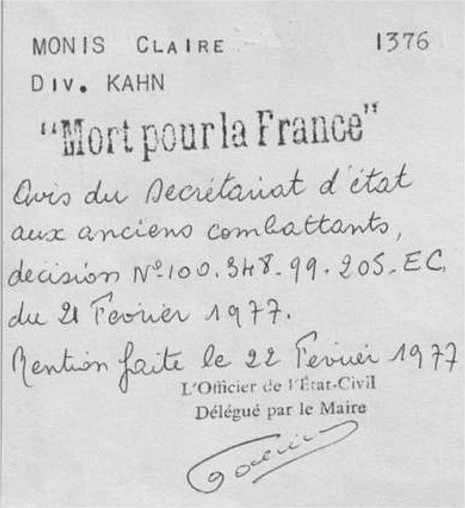
Extracto del acta de defunción de Claire Monis 1967

Monis fue una combatiente de la Resistencia en las Fuerzas Francesas Libres (FFL) y las Fuerzas Francesas de Combate (FFC) dentro de la red Robin-Buckmaster creada por Jacques Weil y de la que era secretaria. Utilizaba su gira de canto (orden de las canciones y cambios de palabras) para informar a su red.

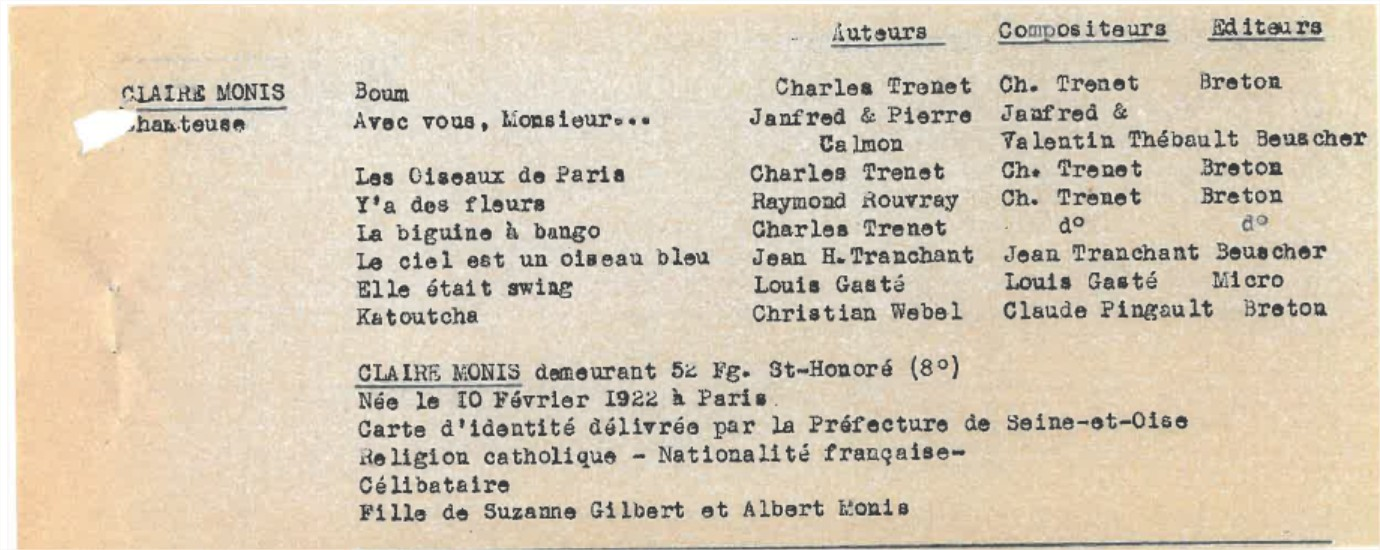
Lista de canciones de Claire Monis

Fue detenida el 22 de junio de 1942  en el número 6 de la plaza del Combate en París y enviada a la prisión de Fresnes, luego internada el 10 de septiembre de 1942 en la ciudadela de Autun, en el departamento de Saona y Loira.
Se declaró no judía e intentó en vano obtener un certificado de bautismo católico. Aun así, el nuevo director del Estatuto del Pueblo Judío (dependiente de la Comisaría General para las Cuestiones Judías), Emile Boutmy, exigió el certificado de nacimiento de su padre, que fue imposible de proporcionar. Como resultado, Monis fue clasificada como «100% judía», el 22 de diciembre de 1943. Fue enviada al Campo de internamiento de Drancy, donde dejó 100 francos en la Caisse des Dépôts et Consignation antes de ser deportada a Auschwitz en el convoy n.º 66 el 20 de enero de 1944. Tenía 21 años. Escapó del exterminio tras ser reclutada en la orquesta de mujeres de Auschwitz como cantante de la orquesta dirigida por Alma Rosé. Allí conoció a otras mujeres francesas, entre ellas Hélène Rounder y Fanny Ruback, que también sobrevivieron. Todas las supervivientes fueron trasladadas el 31 de octubre de 1944 al campo de Bergen-Belsen, adonde llegaron el 2 de noviembre de 1944. El campo fue liberado el 15 de abril de 1945 por el ejército británico. Monis fue repatriada en camión el 17 de mayo de 1945 a París. Obtuvo su certificado como parte de la Fuerza de Combate Francesa con el rango de Teniente de la Resistencia Francesa.

## Después de la guerra
Un libro de la profesora Susan Eischeid detalla las relaciones entre las supervivientes de la Orquesta, incluida la narración de Fania Fenelon de 1976, contradicha por las de Violette Jacquet-Silberstein, Anita Lasker-Wallfisch, así como Helena Dunicz-Niwińska.
Monis conoció a Charles-Henri Kahn (1915-1999) en 1945 en un mitin gaullista y se casó con él en 1947 en el distrito 8 de París. De este matrimonio nacieron dos hijos, uno de los cuales fue Philippe Kahn en 1952. Se separaron en 1957 y se divorciaron en 1961. Monis crio sola a su hijo Philippe. A su muerte, gracias a la anticipación de Monis, se le concedió el estatus de "pupilo de la Nación".
Monis prosiguió su carrera como violinista y cantante (clásica, klezmer y jazz) y recibía con frecuencia a sus amigos de la Resistencia (como Jacques Weil) y a músicos en torno al piano familiar. Actuó con Luis Mariano en 1948 en la opereta Andalousie de Francis Lopez en la Gaîté-Lyrique, y volvió a interpretar el papel en 1949 y 1950 en Lyon. Tras varios viajes a Canadá y Estados Unidos, se dedicó a la producción con series de televisión como L'Inspecteur Leclerc en 1962, Les Aventures de Robinson Crusoé en 1964-1965, Trois chambres à Manhattan de Marcel Carné en 1965 y Le Golem en 1966 con Jean Kerchbron. Posteriormente, Monis fue productora en la ORTF y en Radio France.

## Muerte
Monis fue atropellada por un coche delante de la tienda de sus padres, en el número 11 de la rue du Faubourg du Temple, en el distrito 11 de París. Murió pocos días después a consecuencia de este accidente, el 25 de octubre de 1967, en su domicilio del distrito XVI de París. Fue enterrada el 27 de octubre de 1967 en el cementerio parisino de Bagneux. En 1977 se añadieron a su certificado de defunción las palabras "Mort pour la France".

## Lectura adicional
- Fania Fénelon and Marcelle Routier. Playing for Time.  Translated from the French by Judith Landry.  Atheneum New York 1977. ISBN 0-689-10796-X.
- Eischeid, Susan."The Truth about Fania Fénelon and the Women’s Orchestra of Auschwitz-Birkenau". Stock, 1976 - then Palgrave MacMillan New York 2016. ISBN 978-3-31931-038-1
- Fania Fénelon and Marcelle Routier. Sursis pour l'orchestre. Témoignage recueilli par Marcelle Routier.  Co-édition Stock/Opera Mundi. París 1976. ISBN 0-689-10796-X.
- Esther Bejarano and Birgit Gärtner. Wir leben trotzdem. Esther Bejarano--vom Mädchenorchester in Auschwitz zur Künstlerin für den Frieden.  Herausgegeben vom Auschwitz-Komitee in der Bundesrepublik Deutschland [We Live Nevertheless] e.V. Pahl-Rugenstein Verlag Bonn, 2007. ISBN 3-89144-353-6
- Esther Bejarano, Man nannte mich Krümel. Eine jüdische Jugend in den Zeiten der Verfolgung.  Herausgegeben vom Auschwitz-Komitee in der Bundesrepublik e.V. Curio-Verlag Hamburg 1989. ISBN 3-926534-82-6
- Richard Newman and Karen Kirtley, Alma Rosé. Vienna to Auschwitz. Amadeus Press Portland Oregón 2000. ISBN 1-57467-051-4
- Anita Lasker-Wallfisch, Inherit the Truth. A Memoir of Survival and the Holocaust.  St. Martin's Press New York 2000. ISBN 0-312-20897-9
- Gabriele Knapp, Das Frauenorchester in Auschwitz. Musikalische Zwangsarbeit und ihre Bewältigung. von Bockel Verlag Hamburg 1996. ISBN 3-928770-71-3
- Violette Jacquet-Silberstein and Yves Pinguilly, Les sanglots longs des violons... Avoir dix-huit ans à Auschwitz. Publié par les éditions Oskarson (Oskar jeunesse) París 2007. Previously published with the title Les sanglots longs des violons de la mort. ISBN 978-2-35000-162-3
- Jacques Stroumsa. Violinist in Auschwitz. From Salonica to Jerusalem 1913-1967.  Translated from German by James Stewart Brice. Edited by Erhard Roy Wiehn. Hartung-Gorre Verlag. Konstanz (mentions Julie Stroumsa)
- Mirjam Verheijen. Het meisje met de accordion: de overleving van Flora Schrijver in Auschwitz-Birkenau en Bergen-Belsen. Uitgeverij Scheffers Utrecht 1994. ISBN 90-5546-011-7
- Rachela Zelmanowicz Olewski. Crying is Forbidden Here! A Jewish Girl in pre-WWII Poland, The Women's Orchestra in Auschwitz and Liberation in Bergen-Belsen. Edited by Arie Olewski and his sister Jochevet Ritz-Olewski. Basado en su Hebrew testimony, editado por Yad-Vashem el 21 de mayo de 1984. Published at the Open University of Israel 2009. ISBN 978-965-91217-2-4
- Helena Dunicz-Niwińska. "One of the Girls in the Band. The Memoirs of a Violinist from Birkenau". Auschwitz-Birkenau State Museum, 2021 ISBN 978-8-37704-057-7.
- Jean-Jacques Felstein. Dans l'orchestre d'Auschwitz - Le secret de ma mère. Auzas Éditions Imago París 2010. ISBN 978-2-84952-094-9
- Bruno Giner. Survivre et mourir en musique dans les camps nazis.  Éditions Berg International 2011. ISBN 978-2-917191-39-2
- Laurent Joly. "Vichy dans la "solution finale"". Editions Grasset et Fasquelle. ISBN 978-2-24663-841-4.